# Sarcophaga taiwanensis
Sarcophaga taiwanensis är en tvåvingeart som först beskrevs av Tadao Kano och Guilherme A.M.Lopes 1969.  Sarcophaga taiwanensis ingår i släktet Sarcophaga och familjen köttflugor.
Artens utbredningsområde är Taiwan. Inga underarter finns listade i Catalogue of Life.